# Jehan Barbur
Jehan İstiklal Barbur, turška pevka, skladateljica in tekstopiska arabsko-krščanskih korenin, * 12. april 1980, Bejrut, Libanon.
Leta 2002 se je iz Ankare preselila v Carigrad, da bi pričela s poklicno glasbeno kariero. Sprva je delovala kot pevka v različnih po in jazz zasedbah. S pomočjo Bülenta Ortaçgila je sklenila pogodbo s produkcijsko hišo Ada Müzik. Leta 2009 je izšel njen debitantski studijski album, Uyan. Leto zatem je izšel njen drugi studijski album, Hayat. V letih 2012, 2014 in 2017 je izdala še albume Sarı, Sizler Hiç Yokken in Evim Neresi.

## Zgodnje življnje
Jehan Barbur se je rodila leta 1980 v Bejrutu, v Libanonu, čeprav je njena družina živela v İskenderunu, ker je njena mati verjela, da so zdravstveni pogoji v Bejrutu boljši. Mladost je preživela v İskenderunu, pred začetkom študija pa se je preselila v Ankaro. Za glasbo se je zanimala že od otroštva. Ker ji oče ni dovolil, da bi se vpisala na konservatorij, se je vpisala na Univerzo Bilkent, na Fakulteto za humanistiko in slovstvo, kjer je študirala na oddelku za ameriško kulturo in književnost. Med študijem se je ljubiteljsko zanimala za gledališče in glasbo. Diplomirala je leta 2002.

## Glasbena kariera
Po končanem študiju se je Jehan preselila v Carigrad, kjer je začela s profesionalno kariero. Ob začetku ni poznala nobene pomembne osebe na glasbeni sceni. Z glasbeniki se je spoznavala tako, da je obiskovala lokale, kjer so potekali živi nastopi. Po dvoletnem iskanju je pričela ustvarjati glasbo v glasbeni skupini. Štiri leta je nastopala v istem lokalu. V tem času je ustvarila lastno publiko. Začela je tudi s pisanjem besedil in skladanjem glasbe v amaterskem studiu. Preko prijatelja je spoznala skladatelja Bülenta Ortaçgila.
Bülent Ortaçgil je poslušal njene demo posnetke. Navdušen je bil nad besedili in kompozicijami in Jehan dejal, da bi morala posneti album. Barbur sprva ni imela namena, da bi posnela album, s pomočjo Ortaçgila in podporo glasbenih prijateljev pa je začela razmišljati o tej ideji. Po nekem času je na Ortaçgilov predlog sklenila pogodbo s produkcijsko hišo Ada Müzik. Po šestih mesecih dela v studiu je leta 2009 izšel njen debitantski album Uyan v nakladi 2000 izvodov. Nekaj njenih skladb, kot so "Gidersen", "Leyla" in "Neden" se je po izdaji albuma uvrstilo med Top 10 na številnih glasbenih kanalih.
Jehan je kasneje posnela skladbe tudi za soundtracke televizijskih serij Asi in Sır Gibi. Z Özgürjem Çevikom je posnela duet za TV serijo Gece Sesleri. Napisala je tudi skladbo "Sermin", ki jo je posnel Zuhal Olcay in je izšla na njegovem albumu Aşk'ın Halleri.
Njen zadnji album, Ürkerek Söylerim, je izšel leta 2019.

## Izbrana diskografija
Albumi
- Uyan (2009)
- Hayat (2010)
- Sarı (2012)
- Sizler Hiç Yokken (2014)
- Evim Neresi (2017)
- Ürkerek Söylerim (2019)

EP-ji
- Kuzgun'u Uçmak (2018)

Singli
- "Kendine Zaman Ver" (2014)
- "İki Keklik" (2019)
- "Kusura Bakmasınlar" (2019)
- "Yok / Yetinemedim" (2020)